# Planchonella kaernbachiana
Planchonella kaernbachiana är en tvåhjärtbladig växtart som först beskrevs av Adolf Engler, och fick sitt nu gällande namn av Herman Johannes Lam. Planchonella kaernbachiana ingår i släktet Planchonella och familjen Sapotaceae. Inga underarter finns listade i Catalogue of Life.